# Isidorus van Mens
Isidorus (Is.) Maria Cornelis van Mens (Berlicum, 25 augustus 1890 – Oosterhout (Noord-Brabant), 5 juli 1985) was een Nederlands kunstenaar. Hij was tekenaar, lithograaf, etser, schilder en houtgraveur. 
Voor de uitgeverij Valkhoff & Co in Amersfoort maakte hij een aantal boekbandontwerpen, voornamelijk voor jeugdboeken en boeken van Cissy van Marxveldt en Johan Treffers.
Hij deed zijn artistieke kennis op bij verschillende academies in Brussel.
Hij woonde en werkte onder andere in Amsterdam, Utrecht, Zandvoort en in Brussel na 1921 in Casteau (Mons).
Van Mens maakte lange reizen naar Noord-Afrika, Frankrijk, Spanje, Bali, en China.